# Kazamaura
Kazamaura (風間浦村; Kazamaura-mura) és una vila del Japó situada a la prefectura d'Aomori.